# Kreisgericht Stanislau
Das Kreisgericht Stanislau war ein Gericht in der Stadt Stanislau (polnisch Stanisławów; ukrainisch Станиславів/Stanyslawiw; heute Iwano-Frankiwsk) im österreichischen Kronland Galizien und Lodomerien. Das Kreisgericht Stanislau nahm im Jahr 1855 seine Tätigkeit auf.

## Geschichte
Aufbauend auf die Grundsätze der Verfassungen von 1848 und 1849 wurde die Gerichtsbarkeit im Kaisertum Österreich neu organisiert. Zunächst wurde im Juni 1849 die allgemeinen Grundzüge der Gerichtsverfassung in den Kronländern durch Kaiser Franz Joseph I. genehmigt, woraufhin Justizminister Anton von Schmerling Pläne zur Organisierung des Gerichtswesens in den Kronländern ausarbeiten ließ. Schmerlings Vorschläge sahen für das Kronland Galizien und Lodomerien (Vollständiger Name: Königreich Galizien und Lodomerien mit dem Großherzogtum Krakau und den Herzogtümern Auschwitz und Zator.) die Errichtung von drei Oberlandesgerichten, acht Landesgerichten und 168 Bezirksgerichten vor, wobei in der Stadt Stanislau ein Oberlandesgericht sowie ein Landesgericht errichtet werden sollte. Diese Pläne wurden in der Folge am 6. November 1850 per kaiserlicher Verordnung genehmigt. Mit der Reorganisation ging die Abschaffung der landesfürstlichen Gerichte ebenso wie der Patrimonial-Gerichte einher, jedoch legten die Behörden 1854 die Schaffung von zehn Gerichtshöfen erster Instanz im Kronland Galizien und Lodomerien fest. Im Verwaltungsgebiet Lemberg (Ostgalizien) wurde dabei das Landesgericht Lemberg mit dem ihm unterstehenden Kreisgerichten Przemysl, Zloczow, Sambor, Tarnopol und Stanislau geschaffen. Das Kreisgericht Stanislau nahm am 29. September 1855 seine Tätigkeit auf.
Stanislau war auch nach dem Ende der Habsburgermonarchie ein wichtiger Gerichtssitz. Hier bestand in der Zweiten Polnischen Republik das Sąd Powiatowy w Stanisławowie als Eingangsgericht und das Sąd Okręgowy w Stanisławowie als Instanzengericht. Auch während der deutschen Besatzung im Zweiten Weltkrieg war der Ort Sitz verschiedener Gerichtsinstanzen. Auch das heute ukrainische Iwano-Frankivsk ist Sitz eines Kreisgerichts.

## Zuständigkeiten
Die Gerichtshöfe erster Instanz in Galizien und Lodomerien, d. h. Landesgerichte bzw. Kreisgerichte, waren als Rechtsmittelbehörde gegen die von den Bezirksämtern ergangenen Entscheidungen errichtet worden. Ihr Geschäftskreis umfasste auch bezirksgerichtliche Aufgaben, wobei wie Kreis- und Landesgerichte wie im Fall des Kreisgerichts Stanislau die Belange der bezirksgerichtlichen Aufgaben auch an Bezirksgerichte abgeben konnten. Hierfür wurde das Bezirksgericht Stanislau eingerichtet, das gleichzeitig mit dem Kreisgericht Stanislau seine Tätigkeit aufnahm.
Das Kreisgericht Stanislau diente zunächst als Gerichtshof erster Instanz für den Kreis Stanislau und den Kreis Kolomea. Es war zudem zuständiges Gericht für Zivil- und Strafsachen für den Bezirk Stanislau sowie Gerichtshof in Handelssachen für die Kreise Stanislau und Kolomea. Des Weiteren diente es als Berggericht für die Kreise Stanislau, Kolomea, Czortkow, Tarnopol, Zloczow und Brzezan. Zudem war das Kreisgericht Stanislau das Untersuchungsgericht für Verbrechen und Vergehen für die Bezirke Stanislau, Halicz und Bohorodczany.
Mit der Schaffung des Kreisgerichts Kolomea verlor das Kreisgericht Stanislau per 1. Jänner 1876 seine Zuständigkeit über die Sprengel der Bezirksgerichte Kolomea, Gwoździec, Hordenka, Kuty, Kossów, Peczeniżyn, Peczeniżyn, Obertyn, Sniatyn und Zabłotów sowie seine Zuständigkeit als Handelsgericht für diese Gerichtsbezirke. Per 1. Oktober 1883 kamen hingegen die Gerichtsbezirke Kałusz und Woynilow zum Kreisgericht Stanislau.
Zuletzt unterstanden dem Kreisgericht Stanislau die Gerichtsbezirke der Bezirke Bohorodezany (Bohorodczany und Sołotwina), Buczacz (Buczacz, Monasterzyska und Potok Złot), Kosów (Kosów), Nadwórna (Delatyn und Nadwórna), Peczeniżyn (Peczeniżyn), Stanisławów (Halicz und Stanisławów) und Tłumacz (Ottynia, Tłumacz und Tyśmienica).